# Жанакурилис (Аральський район)
Жанакурили́с (каз. Жаңақұрылыс) — село у складі Аральського району Кизилординської області Казахстану. Адміністративний центр та єдиний населений пункт Жанакурилиського сільського округу.
Населення — 765 осіб (2021; 890 у 2009, 890 у 1999, 964 у 1989).